# دورة أكسيد الحديد
دورة أكسيد الحديد (Fe3O4/FeO) هي عبارة عن دورة كيميائية حرارية تتألف من مرحلتين وتستخدم من أجل إنتاج الهيدروجين.
تعتمد هذه الطريقة على حدوث عمليتي اختزال وأكسدة متتاليتين لأيون الحديد بين الحالتين Fe3+ و Fe2+. يستعمل لذلك الفيريت على شكل من أشكال مجموعة الإسبينل، واعتماداً على شروط التفاعل يمكن إضافة مواد مشابة ومواد داعمة على شكل فوستيت أو أشكال أخرى.

## وصف العملية
إن عملية انشطار الماء الكيميائية الحرارية وفق دورة أكسيد الحديد تتضمن مرحلتين:
(1) M(II)Fe2(III)O4 → M(II)O + 2Fe(II)O + ½O2 (اختزال)
(2) M(II)O + 2Fe(II)O + H2O → M(II)Fe2(III)O4 + H2 (أكسدة)
حيث أن M يمكن أن تكون أحد الفلزات التالية: حديد أو كوبالت أو نيكل أو منغنيز أو زنك أو مزيجاً منها. إن الخطوة الأولى هي عملية ماصة للحرارة وتجرى عند درجات حرارة تفوق 1400°س. إن الخطوة الثانية المؤكسدة تجري عند درحات حرارة حوالي ~1000°س حيث يتشكل معدن الفيريت وغاز الهيدروجين. تؤمّن الحرارة عن طريق الطاقة الشمسية الحرارية.

## دورة الهيرسينيت
عند استخدام الهيرسينيت في الدورة يمكن أن تُخفّض درجة الحرارة إلى 1200°س، أي أقل بـ 200°س من دورة أكسيد الحديد التقليدية.
كما في دورة أكسيد الحديد فإن ذرات الحديد تخضع لتفاعلات أكسدة-اختزال، ولكن هنا يتفاعل الفيريت في هذه الدورة مع أكسيد الألومنيوم دون أن يتفكك كما في التفاعلات التالية:
(1) M(II)Fe2(III)O4 + 3Al2O3 → M(II)Al2(III)O4 + 2Fe(II)Al2(III)O4 + ½O2 (اختزال)
(2) M(II)Al2(III)O4 + 2Fe(II)Al2(III)O4 + H2O → M(II)Fe2(III)O4 + 3Al2O3 + H2 (أكسدة)

## الإيجابيات والسلبيات
إن إيجابيات دورة الفيريت أن درجات الحرارة المستخدمة فيها أقل من أنظمة أخرى ثنائية المرحلة، وأنها لا تطلق غازات معدنية، وأن لها سعة إنتاج هيدروجين عالية ولا تستخدم عناصر سامة وأن المواد الأولية فيها متوفرة.
بالمقابل، فإن سلبيات هذه الطريقة تكمن في تقارب درجات حرارة انصهار واختزال مجموعة الإسبينل وأن سرعة تفاعل الأكسدة وانشطار الماء بطيء نسبياً

## اقرأ أيضاً
- دورة نحاس-كلور
- دورة الكبريت الهجينة
- دورة كبريت-يود
- دورة زنك-أكسيد الزنك
- دورة أكسيد السيريوم الرباعي-أكسيد السيريوم الثلاثي
- دورة كيميائية

## روابط خارجية
- Solar hydrogen from iron oxide based thermochemical cycles